# Punjab (Indien)
 For alternative betydninger, se Punjab. (Se også artikler, som begynder med Punjab)
Punjab er en delstat i det nordvestlige Indien, som grænser op til den Pakistanske del af Punjab mod vest, Jammu og Kashmir mod nord, Himachal Pradesh mod nordøst, Haryana mod syd og sydøst, Chandigarh mod sydøst og Rajasthan mod sydvest. Det samlede areal er 50.362 km². Befolkningen er på 24,3 mio. (pr. 2000). Punjabs hovedstad er Chandigarh, som administreres separat som et unionsterritorium, da den også er hovedstad i delstaten Haryana (de to delstater blev skilt i 1960'erne). Andre større byer i Punjab er Sikhernes hellige by Amritsar, Jalandhar, Ludhiana og Patiala. Staten var hjemsted for en af verdens første civilisationer Induskulturen, Indiens første civilisation.
- Wikimedia Commons har flere filer relateret til Punjab (Indien)

30°46′N 75°28′Ø / 30.77°N 75.47°Ø